# Husqvarna WRE
La Husqvarna WRE è una motocicletta prodotta dal 1994 al 2013 nella sola cilindrata da 125 cm³ per il fuoristrada, ma non per uso agonistico, della casa Husqvarna.
Questo motociclo viene spesso confuso con il Husqvarna WR, che ha un nome simile, ma che è per uso agonistico e adotta soluzioni diverse, più improntate per l'uso competitivo.
Infatti questo modello anche se apparentemente simile al "WR" e con le stesse misure del motore (per i modelli dal '94 al '96 si ha il motore 56x50,6), ha un telaio con architettura più classica, un impianto frenante meno esasperato, un serbatoio più capiente (10,2 litri invece di 7), una sella più sagomata per facilitare la seduta e un impianto di scarico più silenziato.
Inoltre il motore è studiato in modo da avere un comportamento più dolce e lineare, inoltre usa un sistema allo scarico comandato elettricamente e non meccanicamente, mentre nel 2008 è stato introdotto il sistema ECS della Dell'Orto per poter rispettare le normative anti-inquinamento, si ha come contro un peso maggiorato di circa 10 kg, il che porta la moto a un peso in ordine di marcia di 110 kg.